# Antioidico
Con il termine antioidico si fa riferimento ad un composto chimico che svolge attività anticrittogamica fungicida nei confronti dei funghi agenti del mal bianco riconducibili alla famiglia delle Erysiphaceae. Il nome antioidico deriva da Oidium nome con cui si indica la forma imperfetta di questi funghi, caratterizzata dall'emissione di spore riunite a catenella.

## Antioidici

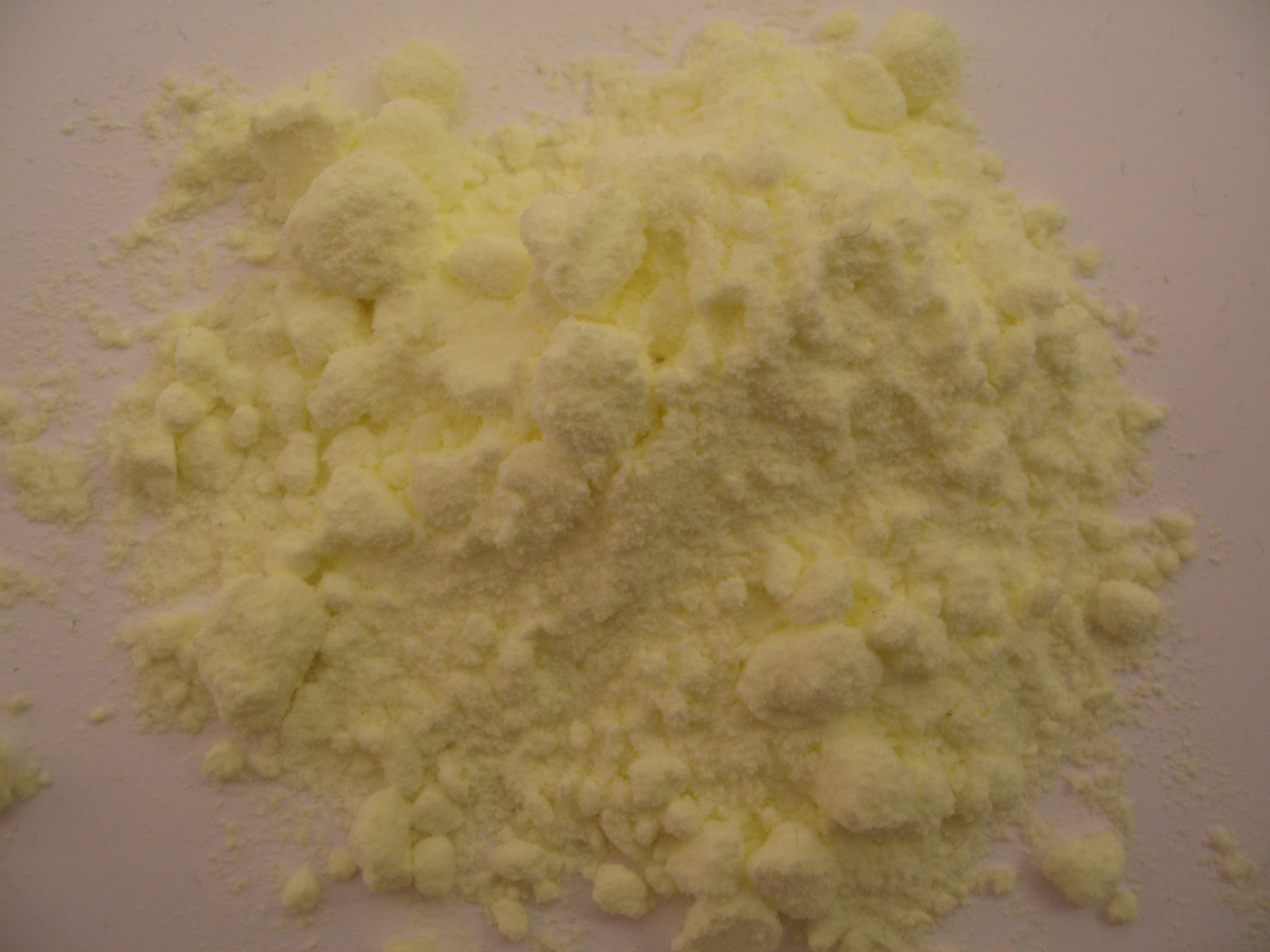
Zolfo

L'antioidico per eccellenza è lo zolfo. Questo elemento agisce allo stato di vapore, dopo sublimazione, sulle spore, interferendo con la funzionalità delle membrane e della catena respiratoria. L'azione si svolge perciò come protezione preventiva (prodotto di copertura) impedendo alle spore di germinare e avviare l'infezione. Scarsi sono gli effetti sulle infezioni in atto.
Per la sua tossicità virtualmente nulla nei confronti dei mammiferi si presenta come un prodotto indicato per interventi fitosanitari a basso impatto; in passato aveva un'azione collaterale nei confronti degli Acari Fitoseidi, ma attualmente questi predatori, organismi ausiliari fondamentali nella lotta biologica e integrata, hanno sviluppato una resistenza allo zolfo, che si rivela in pratica meno tossico di altri antioidici.
Lo zolfo ha tuttavia dei limiti tecnici che lo rendono sconsigliabile in alcuni contesti:
- non è attivo a basse temperature (meno di 10-12 °C per gli zolfi ventilati e micronizzati, meno di 18-20 °C per quelli grossolani);
- ha scarsa efficacia in condizioni di umidità relativa elevata;
- è fitotossico ad alte temperature (oltre 30 °C) e nei confronti di diversi fruttiferi (in generale il pesco e l'albicocco e alcune varietà di melo e pero).
- ha azione esclusivamente preventiva, perciò non è adatto a combattere le infestazioni in atto per la sua scarsa efficacia nell'azione curativa e tanto meno eradicante.

In assenza di condizioni favorevoli all'uso dello zolfo si ricorre perciò ad altri antioidici che, pur avendo spesso una maggiore efficacia, possono presentare aspetti collaterali negativi come ad esempio il maggior impatto ambientale e sanitario e l'induzione di fenomeni di resistenza.
In commercio sono comunque disponibili formulati misti a base di zolfo e altri antioidici che migliorano il campo di applicazione.

### Antiodici specifici
- Bupimirate. Citotropico e translaminare, ha azione preventiva e curativa.
- Ciproconazolo. Sistemico, ha azione preventiva e curativa.
- Fenarimol. Citotropico e translaminare.
- Pyrazophos. Sistemico, ha azione preventiva e, a dosi più alte, curativa.

### Anticrittogamici a largo spettro
I seguenti principi attivi hanno un'azione polivalente, nell'ambito della quale è compresa anche un'attività antioidica
- Bitertanol. Citotropico, ha azione preventiva e curativa.
- Bromuconazolo. Sistemico.
- Esaconazolo. Sistemico e translaminare, ha azione preventiva, curativa ed eradicante.
- Fenbuconazolo. Sistemico, ha azione preventiva, curativa ed eradicante.
- Fenpropimorph. Sistemico, ha una spiccata azione eradicante e persistenza, perciò è adatto per trattamenti sia preventivi sia curativi.
- Flutriafol. Sistemico, ha azione preventiva, curativa ed eradicante.
- Miclobutanil. Sistemico, ha azione preventiva, curativa ed eradicante.
- Penconazolo. Sistemico, ha azione preventiva, curativa ed eradicante.
- Tebuconazolo. Sistemico, ha azione preventiva, curativa ed eradicante.
- Tetraconazolo. Sistemico, ha azione preventiva, curativa ed eradicante.
- Triadimenol. Sistemico, ha azione preventiva, curativa ed eradicante.

### Anticrittogamici revocati
I seguenti principi attivi hanno azione antioidica, ma non sono più disponibili in commercio perché sottoposti a revoca o a sospensione.
- Benomyl. Revocato dal D.M. 11 febbraio 2003, G.U. del 2 maggio 2003.
- Carbendazim. Sospeso in via cautelativa dal D.D. 21 febbraio 2005, G.U. del 14 marzo 2005.
- Dinocap. Sospeso in via cautelativa dal D.D. 21 febbraio 2005, G.U. del 14 marzo 2005.
- Flusilazolo. Sospeso in via cautelativa dal D.D. 21 febbraio 2005, G.U. del 14 marzo 2005.
- Nuarimol. Revocato dal D.D. 18 marzo 2004, G.U. del 24 marzo 2004.
- Propiconazolo. Revocato dal D.D. 4 maggio 2005, G.U. del 9 giugno 2005.
- Triforine. Revocato dal D.M. 10 luglio 2003, G.U. del 28 luglio 2003.

## Aspetti storici

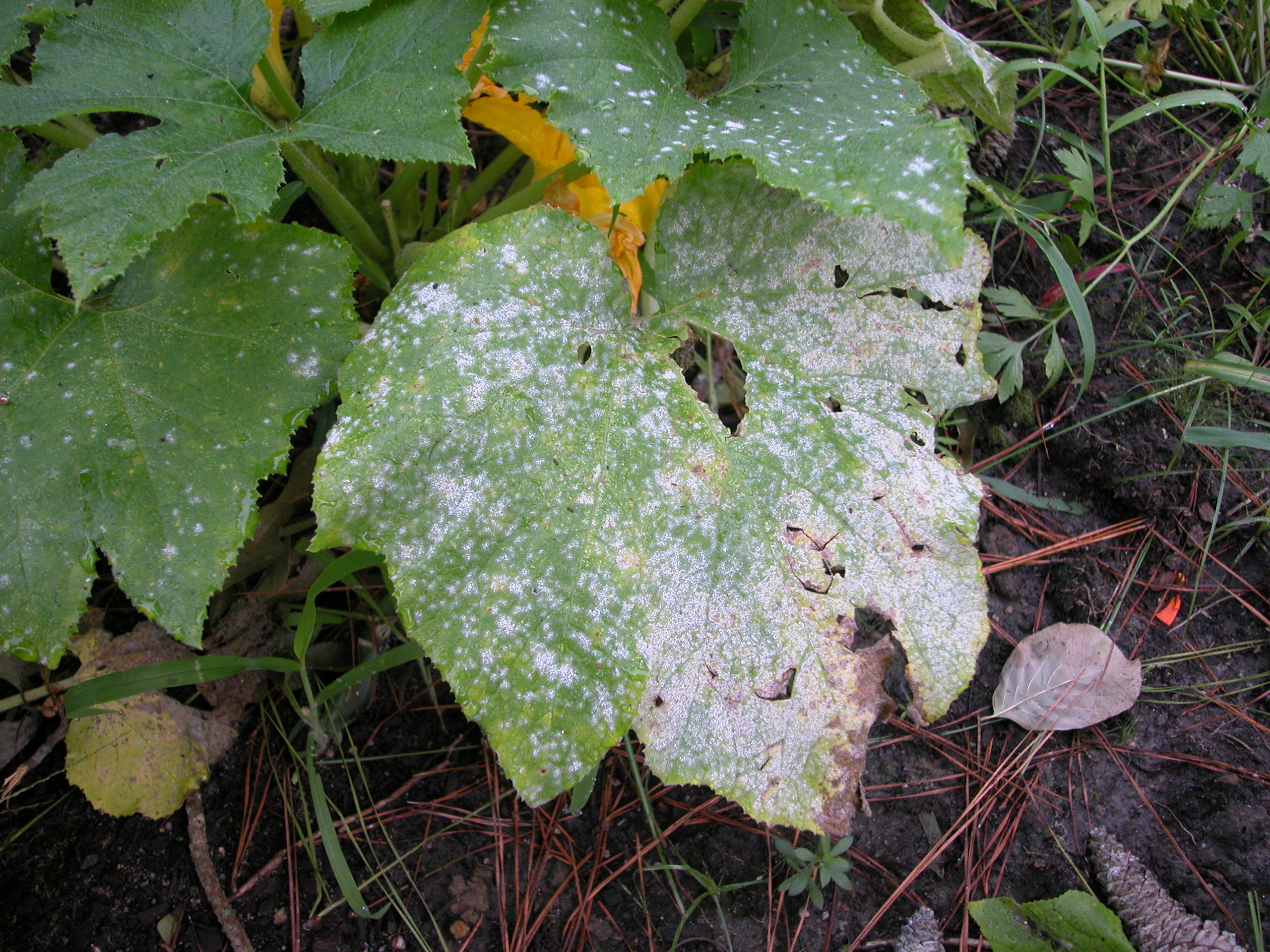
Infestazione di Oidio delle cucurbitacee (Sphaeroteca fuliginea) su zucchino.

Gli antioidici sono stati tra i primi anticrittogamici ad essere usati nella storia, in virtù della loro importanza nella difesa della Vitis vinifera. In particolare l'Oidio della vite o Mal bianco è una malattia diffusasi in Europa a partire dalla metà del XIX secolo, per importazione accidentale dall'America così come accadde negli anni successivi per la Peronospora. Colpì in breve i vigneti della Toscana e fu studiato dal marchese Cosimo Ridolfi. Già nell'Ottocento la cura dell'oidio fu fatto a base di zolfo, il che determinò il sorgere dell'industria degli zolfi in Sicilia. Fra i pionieri nell'uso dello zolfo ci fu l'austriaco Ludwig von Comini.
Il rimedio trovato rimase sostanzialmente valido anche in epoca successiva quando fu poi stabilito che  l'infezione è causata dal fungo ascomicete Uncinula necator, che prende il nome di Oidium tuckerii solo durante la fase asessuata del suo ciclo vitale.